# Николаевский Карповтлашский монастырь
Николаевский Карповтлашский монастырь — православный мужской монастырь Хустской епархии Украинской православной церкви (Московского патриархата), расположенный на Мармарощине, близ села Карповтлаш Хустского района Закарпатская области. Основан преподобным Алексием Карпаторусским после его освобождения из заключения в 1919 году.

## История
Основан иеромонахом Алексием (Кабалюк) после его освобождения из заключения в 1919 году.
В 1925 году в Изе был построен временный деревянный храм в честь Николая Чудотворца.
В мае 1925 году игумен Алексий отказался от настоятельства и на эту должность был избран игумен Матфей (Вакаров).
В 1926 году монастырь был перенесён в урочище Карпутлаш за село.
В 1927 году началось строительство второго жилого корпуса и зимней церкви в честь Иоанна Предтечи при нём. По инициативе епископа Дамаскина (Грданички) при монастыре были организованы пастырские курсы для духовенства.
27 сентября 1936 года, в день Воздвижения Честного и Животворящего Креста Господня, в монастыре был освящён храм в честь Успения Божией Матери.
К 1944 году в Изском монастыре подвизались 39 человек, но из них только 16 были постоянно в обители, а остальные окормляли приходы и женские монастыри.
В 1958 году в ходе хрущёвской антирелигиозной кампании монастырь был закрыт, а монахи переселены в Спасо-Преображенский Тереблянский мужской монастырь. Земли обители передали колхозу, а на его территории разместили туберкулёзный диспансер.

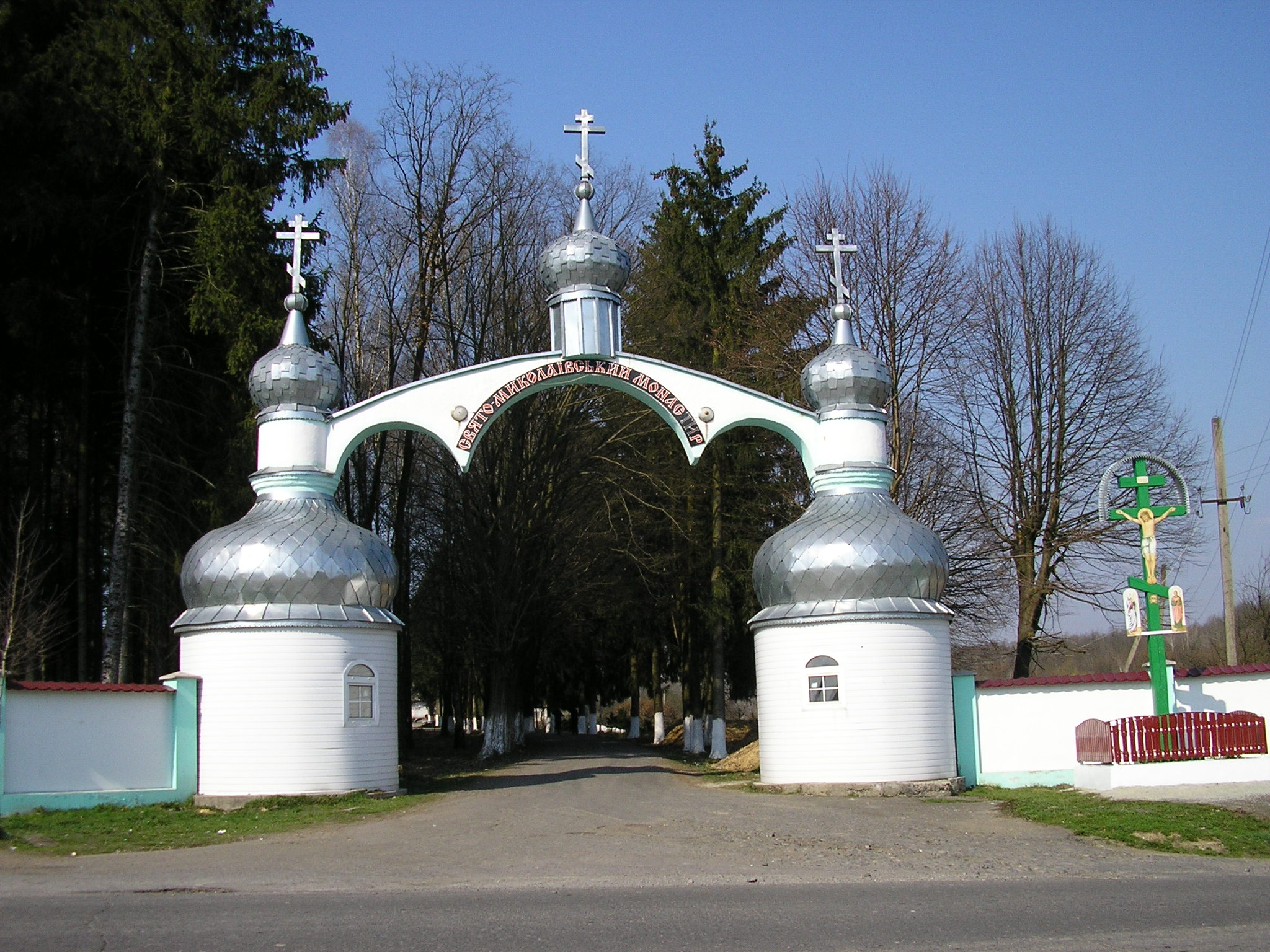
Ворота монастыря

В 1991 году монастырские строения вернули Православной церкви и началось его возрождение. 12 июля в часовне апостолов апостолов Петра и Павла архимандритом Спиридоном (Форковцом) была отслужена первая Литургия.
В 1992 году настоятелем монастыря был назначен архимандрит Стратоник (Легач).
В 1995—1998 годах велось строительство церкви в честь святителя Николая.
В 1999 году на монастырском кладбище были обретены мощи основателя обители архимандрита Алексия (Кабалюка), а в 2001 году состоялось его прославление в лике местночтимых святых как преподобного Алексия Карпаторусского.

## Постройки
- Церковь в честь Николая Чудотворца
- Домовая церковь в честь Воздвижения Честного и Животворящего Креста Господня
- Часовня святых апостолов Петра и Павла
- Церковь в честь прп. Алексия Карпаторусского
- колокольня в честь Св. Тройцы
- храм преподобного Алексия Карпаторусского

При монастыре действует музей преподобного Алексия Карпаторусского, основанный историком Юрием Данильцом.